# 伯克 (紐約州)
伯克（英語：Burke）是一個位於美國紐約州富蘭克林縣的鎮。

## 人口
根據2020年美國人口普查的數據，伯克的面積為115.01平方千米，皆為陸地。當地共有人口1421人，而人口密度為每平方千米12人。